# エム・アイ化粧品
エム・アイ化粧品株式会社（エム・アイけしょうひん、英: MI COSMETICS CO.,LTD.）は、愛知県名古屋市に本社を置く化粧品メーカーである。

## 概要
1985年8月20日創業、総合商社イトマングループの1社としてエム・アイ化粧品株式会社を創業者宮本洋が資本金1億円（授権資本金4億円）で大阪市中央区南本町に設立。1985年から1992年までは大阪市中央区南本町に本社を置いていた。1992年から名古屋市中区栄に本社を移転。2007年1月より宮本洋が代表取締役会長に、2代目代表取締役社長に吉田隆が就任。2017年7月より吉田隆が取締役会長に、3代目代表取締役社長に宮本拓真が就任。2021年2月から本社を名古屋市栄１丁目から5丁目に移転。

## 企業理念
世の中の全ての女性を美しく・健やかに、そして仕事を通じて夢の実現をし物心共に豊かになり魅力的な女性をつくることを企業理念としている。

## 美容の3本柱
創業時から美容の3本柱を掲げている。基礎美容、メイク美容、内面美容を提唱している。

## 商品開発
老化対策と美白を合言葉に、医学的、科学的、理論的にも裏付けの取れた商品開発をモットーとしている。
創業時からの基礎商品、保湿重視のバイオナシリーズ、敏感肌用ビジューンシリーズ、老化対策用イゼールシリーズと肌質、四季に応じた商品ラインナップ、肌のメンテナンスを基本にしている。
健康食品の発売も創業7年目から取組み、主力商品になっている総合栄養食品デイリープロテイン、キトサンはロングセラーとなっている。
その他にも、メイクアイテムなども取り揃えている。

## 販売形態
問屋卸をメインに全国270の販売代理店に販売。
口コミの販売形態、特定商取引に関する法律　連鎖販売取引で販売活動を行なっている。
2018年には仕入れ、配送などの負担を軽減するための定期購入プランも導入している。2023年から一般市場向けの通信販売もスタートした。